# Arenas (Veraguas)
Arenas es un corregimiento del distrito de Mariato en la provincia de Veraguas, República de Panamá. La localidad tiene 663 habitantes (2010).